# Margaríta
Margaríta är en ort i Grekland.   Den ligger i prefekturen Nomós Péllis och regionen Mellersta Makedonien, i den norra delen av landet, 400 km norr om huvudstaden Aten. Margaríta ligger 405 meter över havet och antalet invånare är 228.
Terrängen runt Margaríta är kuperad åt sydväst, men åt nordost är den platt.Runt Margaríta är det ganska tätbefolkat, med 75 invånare per kvadratkilometer. Närmaste större samhälle är Édessa, 8,9 km söder om Margaríta. Omgivningarna runt Margaríta är en mosaik av jordbruksmark och naturlig växtlighet.